# Вокзальная улица (Салават)
Вокзальная улица (башк. Вокзал урамы) — улица в западной части города Салавата.

## История
Застройка улицы началась в 1949 году.   
Улица проходит через весь город мимо авто и железнодорожных вокзалов.

## Трасса
Вокзальная улица начинается от улицы Хмельницкого и заканчивается на Ленинградской улице.

## Транспорт
По Вокзальной улице ходят междугородние автобусы.